# Großsteingrab Jungholmgård
Das Großsteingrab Jungholmgård war eine megalithische Grabanlage der jungsteinzeitlichen Nordgruppe der Trichterbecherkultur im Kirchspiel Lille Lyngby in der dänischen Kommune Hillerød. Es wurde im 19. Jahrhundert zerstört.

## Lage
Das Grab lag östlich von Store Lyngby und westlich des Hofs Jungholmgaard auf einem Feld. In der näheren Umgebung gibt bzw. gab es zahlreiche weitere megalithische Grabanlagen.

## Forschungsgeschichte
Andreas Peter Madsen fertigte 1870 eine Zeichnung des Grabes an. Im gleichen Jahr wurden Gegenstände aus dem Grab geborgen. Im Jahr 1887 führten Mitarbeiter des Dänischen Nationalmuseums eine Dokumentation der Fundstelle durch. Zu dieser Zeit waren keine baulichen Überreste mehr auszumachen.

## Beschreibung

### Architektur
Die Anlage besaß eine Hügelschüttung unbekannter Form und Größe. Die Grabkammer ist als Ganggrab anzusprechen. Sie war ost-westlich orientiert und hatte einen ovalen Grundriss. Sie hatte eine Länge von 6,9 m, eine Breite von 2,5 m und eine Höhe zwischen 1,6 m und 1,8 m. Die Kammer bestand aus sieben Wandsteinen an der nördlichen und acht Wandsteinen an der südlichen Langseite sowie je einem Abschlussstein an den Schmalseiten. Auf den Wandsteinen ruhten drei Decksteine. Die Zwischenräume der Steine waren mit Trockenmauerwerk verfüllt. Der Kammerboden wies ein Steinpflaster auf. An der Südseite befand sich der Zugang zur Kammer. Ihm war ein nord-südlich orientierter Gang mit einer Länge von 3,1 m und einer Breite von 0,7 m vorgelagert. Der Gang bestand aus fünf Wandsteinpaaren. Am Zugang zur Kammer befand sich ein Schwellenstein.

### Funde
1870 wurden in der Grabkammer Skelettreste gefunden. Weiterhin wurden mehrere Beigaben geborgen: Zwei geschliffene schwere dicknackige Steinbeile, zwei geschliffene dünnblattige dicknackige Steinbeile, ein geschliffenes dünnblattiges dicknackiges Beil, ein Feuerstein-Dolch und eine doppelschneidige Streitaxt. Die Gegenstände befinden sich heute im Dänischen Nationalmuseum.